# Heterophleps acineta
Heterophleps acineta là một loài bướm đêm trong họ Geometridae.